# Poiana-Ruscă-Gebirge

Das Poiana-Ruscă-Gebirge in 3D-Aufnahme

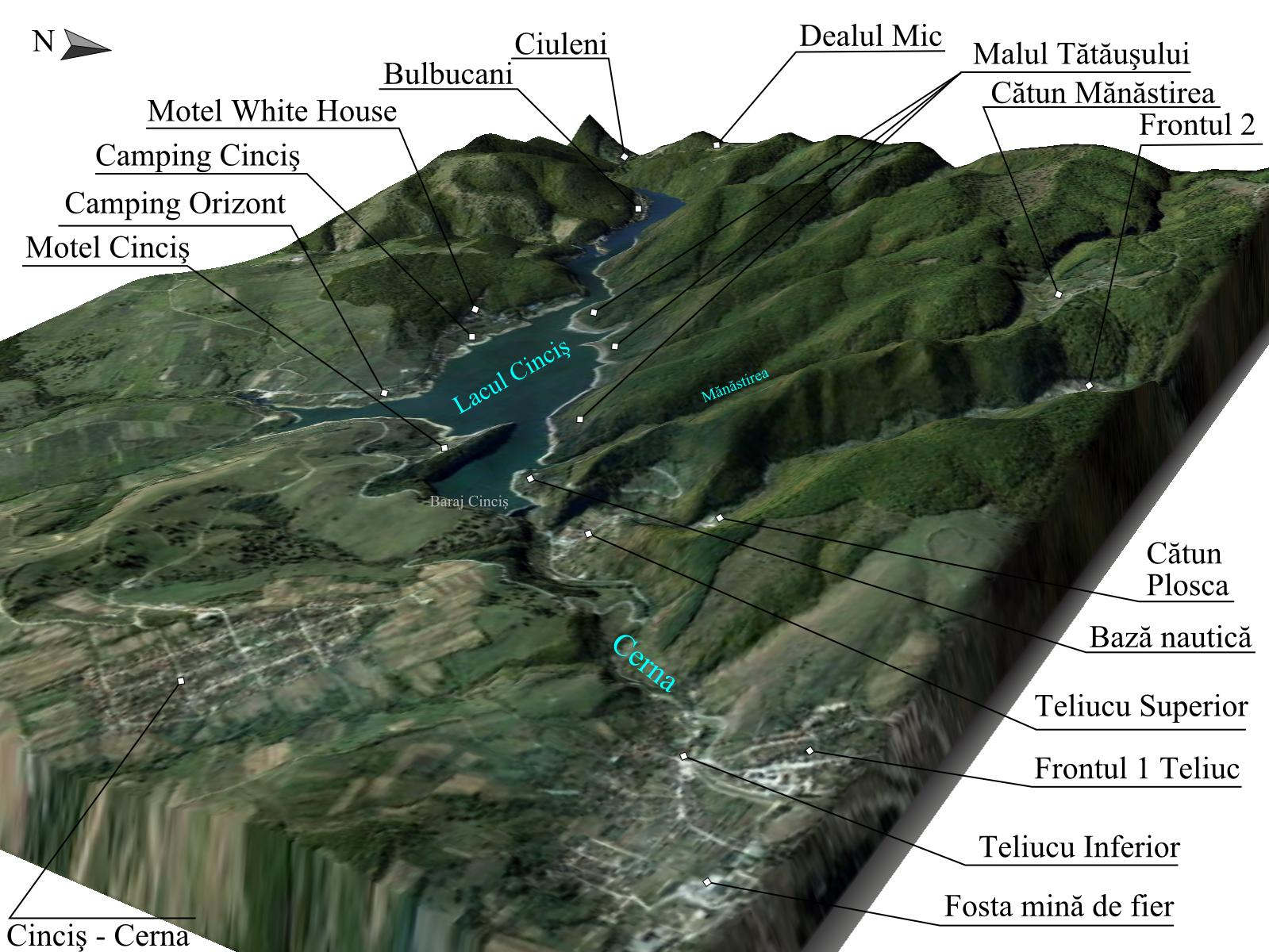
Der Staudamm Cinciș im Poiana-Ruscă-Gebirge

Das Poiana-Ruscă-Gebirge (rumänisch Munții Poiana Ruscă) ist eine Gebirgskette der Westrumänischen Karpaten, die die Verbindung zwischen dem Apuseni-Gebirge im Norden und dem Banater Gebirge im Süden herstellt.
Das  Poiana-Ruscă-Gebirge erstreckt sich auf einer Fläche von circa 2.640 Quadratkilometer bei einer durchschnittlichen Höhe von 700 bis 1000 Metern.

## Geografische Lage
Im Norden grenzt das Poiana-Ruscă-Gebirge an das Siebenbürgische Erzgebirge, der südlichste Teil des  Apuseni-Gebirges, und an die Lipovaer Hügel (rumänisch: Dealurile Lipovei), wobei die nördliche Grenze zwischen Deva und Dobra vom Lauf der Marosch markiert wird.
Im Westen ist das Gebirgsmassiv von der Caransebeșer Senke begrenzt und zwischen Maciova und Coștei von der Temesch.
Der Lauf der Bistra trennt das Poiana-Ruscă-Gebirge in Nord-Süd-Richtung von dem Țarcu-Gebirge.
Im Osten ist das Gebirgsmassiv entlang der Städte Hațeg, Hunedoara und Deva von der Hațeger- und der Streisenke begrenzt.

## Beschreibung
Das Poiana-Ruscă-Gebirge erstreckt sich über die Kreise Karasch-Severin, Timiș und Hunedoara. Die höchsten Gipfel sind der Padeș- (1374 Meter), der Rusca- (1355 Meter) und der Poiana-Gipfel (1049 Meter). Aus geologischem Gesichtspunkt besteht das Gebirgsmassiv aus kristallinem Schiefer, Kalkstein und Sandstein. Der Marmor im Poiana-Ruscă-Gebirge kann mit dem Carrara-Marmor wetteifern. In Rușchița ist eines der größten und ältesten Zentren für die Gewinnung von Marmor.
Das Gebirge ist ebenso reich an Blei, Zink, Kupfer und Gold.
Vor dem Zweiten Weltkrieg existierte ein gut entwickelter Tourismus im Poiana-Ruscă-Gebirge. 1937 wurde an der Stelle „Șapte izvoare“ (deutsch: Sieben Quellen) vom „Clubul Turistic Bănățean“ (deutsch: Banater Tourismus-Klub), in einer Höhe von 800 Meter aus örtlichem Marmor ein „Denkmal des Tourismus“ aufgestellt. Jährlich wird hier im August der „Tag des Tourismus-Denkmals“ gefeiert.

## Hydrografie
- Das hydrografische Becken der Marosch sammelt auf einer Fläche von 1452 Quadratkilometern die Gewässer im Osten des Poiana-Ruscă-Gebirges, davon sind die Cerna, der Strei  und die Dobra die bedeutendsten.[1] 1962 wurde der Staudamm Cinciș an der Cerna gebaut. Dabei wurde das ehemalige Dorf Cinciș geflutet. Bei niedrigem Wasserstand ragt die Spitze des Kirchturms, der im Jahr 1360 erbauten Kirche, aus dem Stausee empor.[3]

- Die Bega ist ein Auffangbecken für die Gewässer im Nordwesten des Poiana-Ruscă-Gebirges, wobei den Nebenflüssen Bega Poienilor, Bega Luncanilor, Gladna und Sarazul die größte Bedeutung zukommt.[1]

- Die Bistra ist ein Sammelbecken für die Flüsse südlich der Gipfel Padeș und Rusca. Ihr wichtigster Nebenfluss ist die Rusca. Sie sammelt die Gewässer der Flüsse Pârâul cu Raci, Valea Morii, Miclăuș, Șoimul und Lozna.[1]

- Der Nădrag ist der wichtigste Flusslauf im Westen des Poiana-Ruscă-Gebirges. Er entsteht durch den Zusammenfluss des Cornetu mit dem Padeș, die sich in Höhe der Gemeinde Nădrag vereinigen, um sich dann der Temesch zuzuwenden.[1]

## Höhlen
Im Poiana-Ruscă-Gebirge gibt es einige Höhlen:
- Peștera Românești: Hier findet alljährlich das Konzert der Banater Philharmonie aus Timișoara statt.
- Peștera Spurcată de la Nandru
- Peștera Nr.1 de la Cerișor
- Peștera Bulgărelu de la Ciulpăz
- Peștera Piatra Fetii de la Rușchița

## Flora

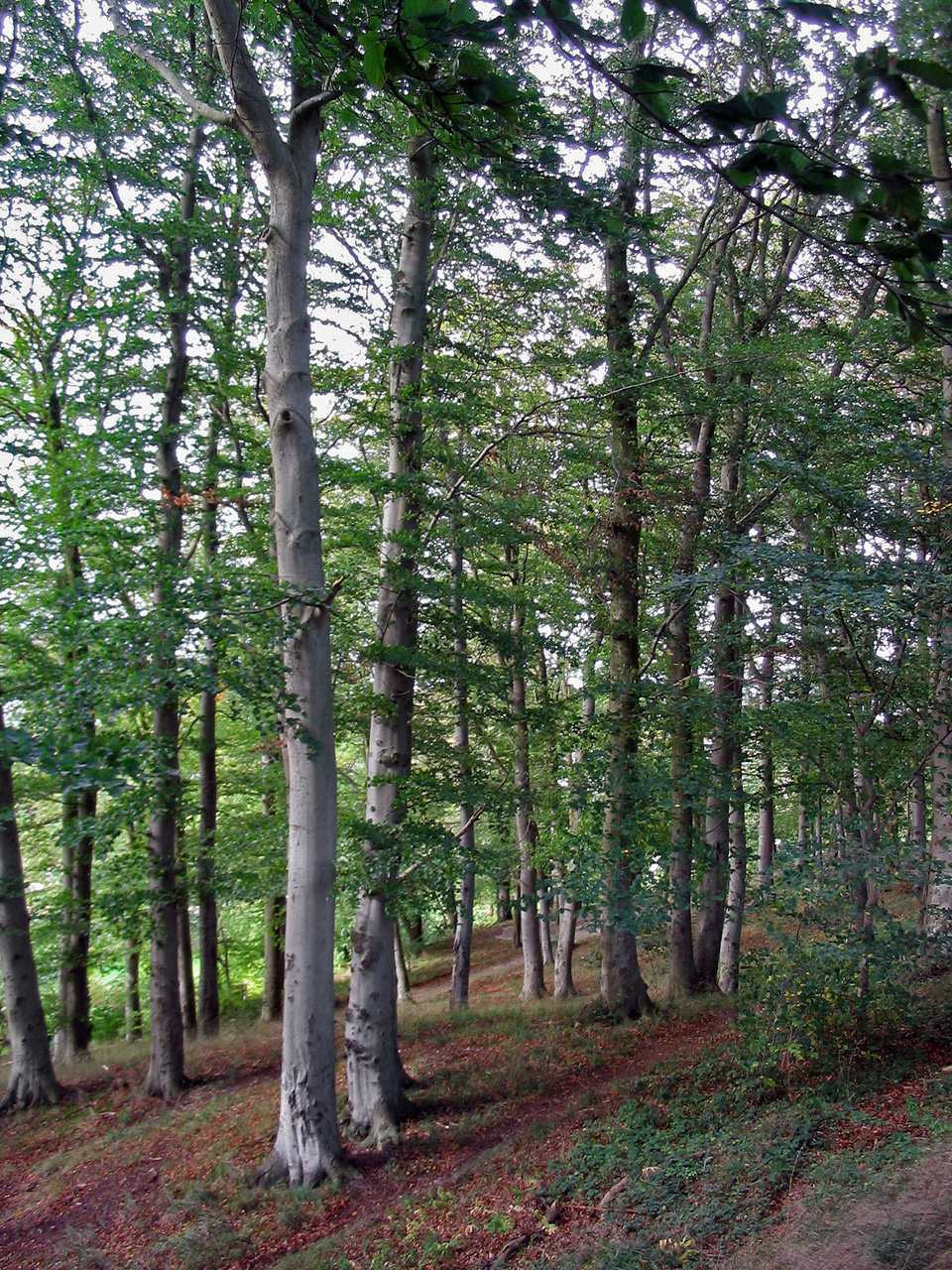
Buchenwald
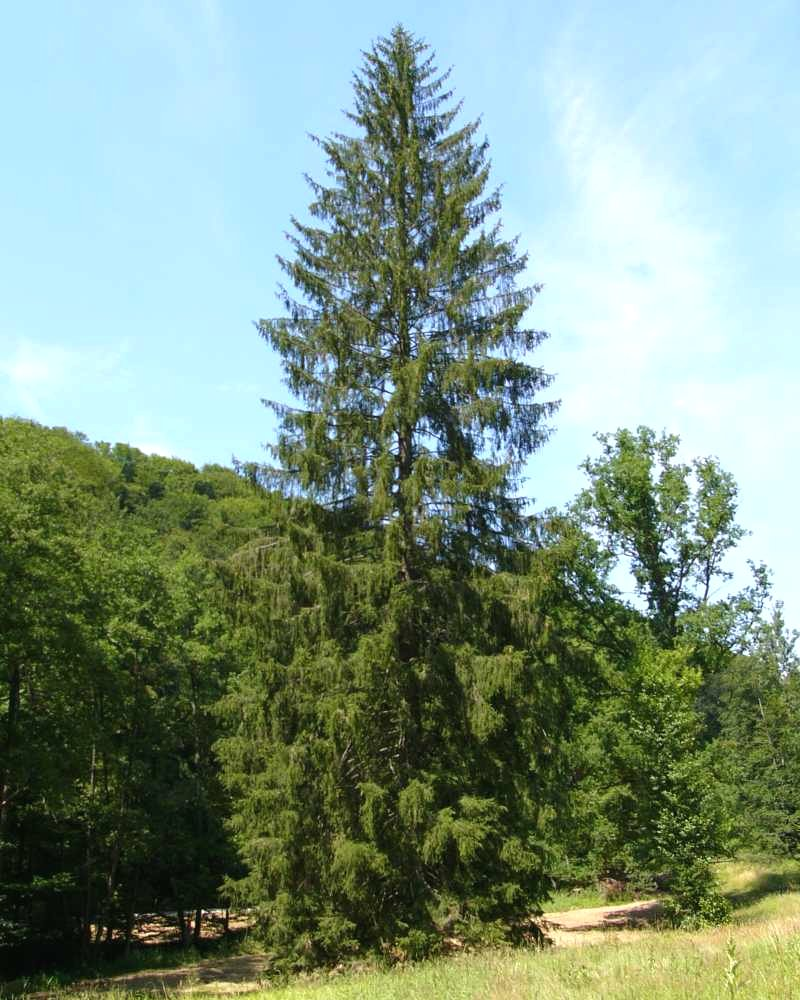
Fichte
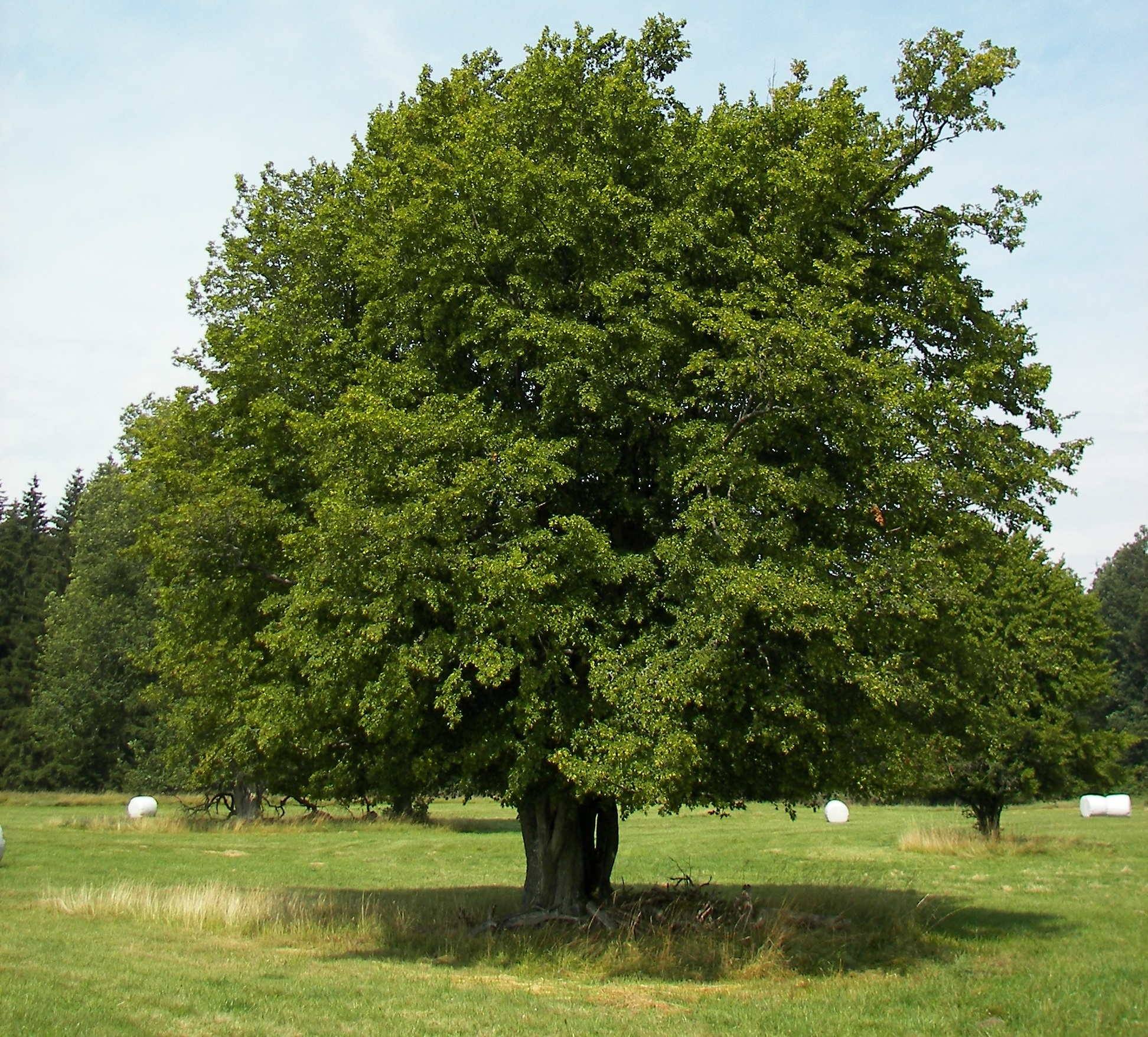
Hainbuche

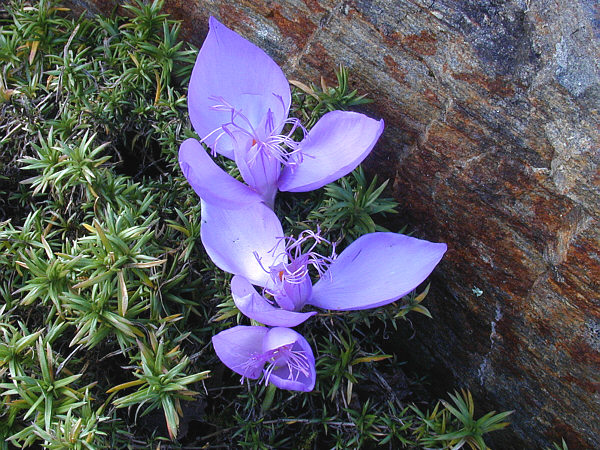
Banater Herbstkrokus
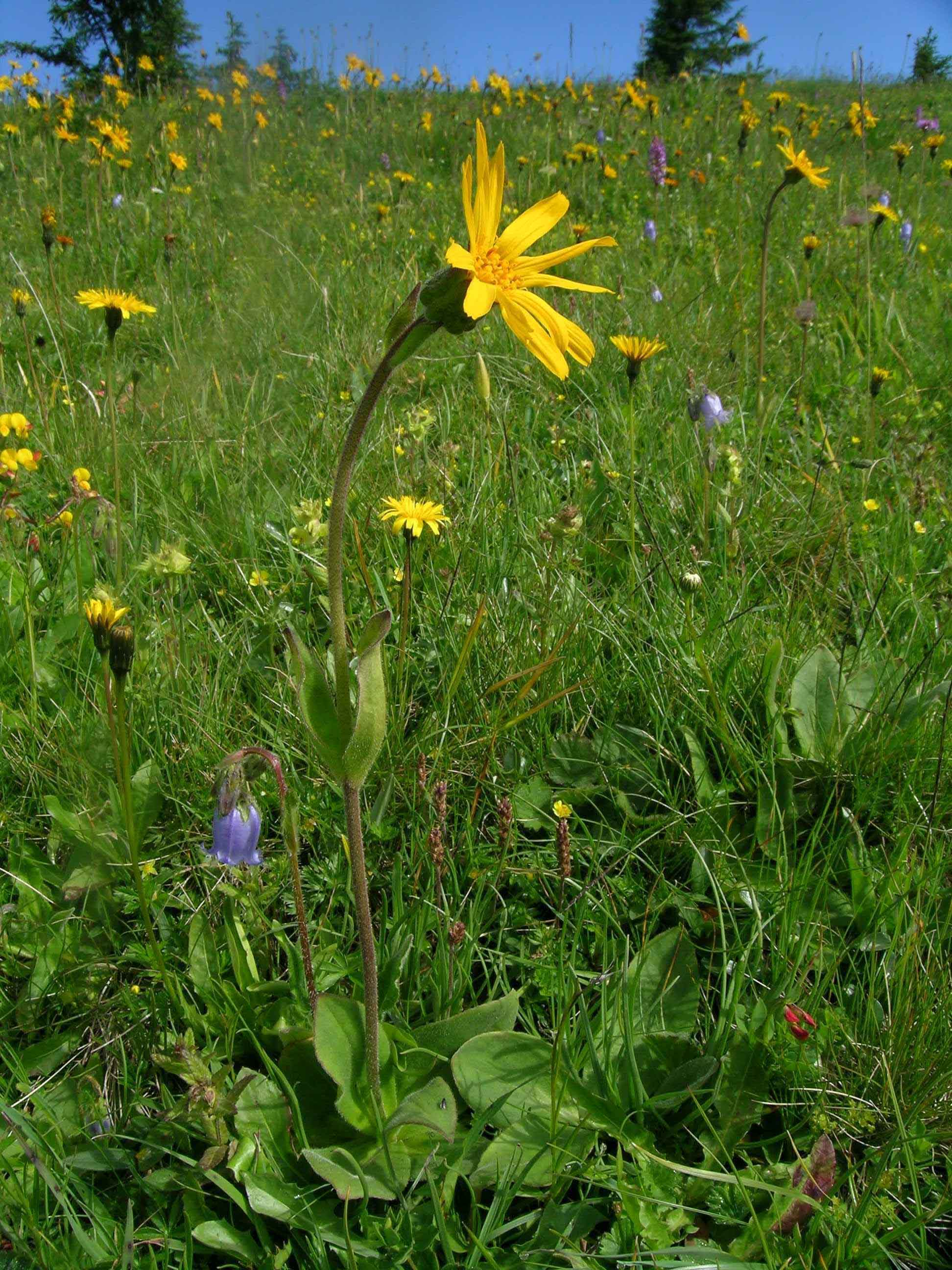
Borstgrasweide

Die Vegetation des Poiana-Ruscă-Gebirges besteht zum größten Teil aus Wäldern. Auf dem Hochplateau sind ausgedehnte Wiesen anzutreffen.
Wälder:
- Buchen (Fagus silvatica)
- Tannen (Abies alba)
- Fichten (Picea abies)
- Rotbuchen  (Fagus sylvatica)
- Hainbuchen (Carpinus betulus)
- Hänge-Birken (Betula pendula)

Gräser:
- Gewöhnlicher Rot-Schwingel (Festuca rubra)
- Borstgras (Nardus stricta)

Beeren:
- Wald-Erdbeere (Fragaria vesca)
- Himbeere (Rubus idaeus)
- Brombeeren (Rubus hirtus)
- Heidekrautgewächse (Bruckenthalia spiculifolia)
- Heidelbeere (Vaccinium myrtillus)

Krautige Pflanzen:
- Gemeiner Flieder (Syringa vulgaris)
- Banater Herbst-Krokus (Crocus banaticus)

## Fauna

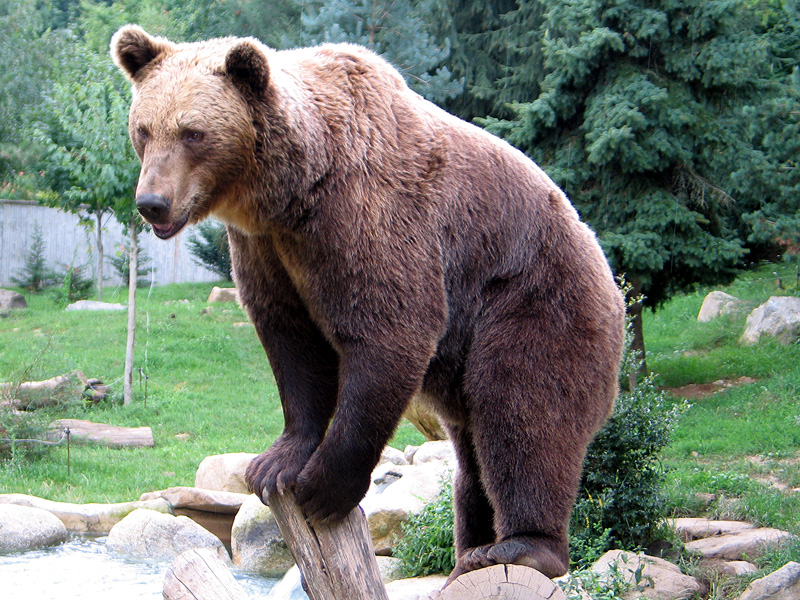
Braunbär
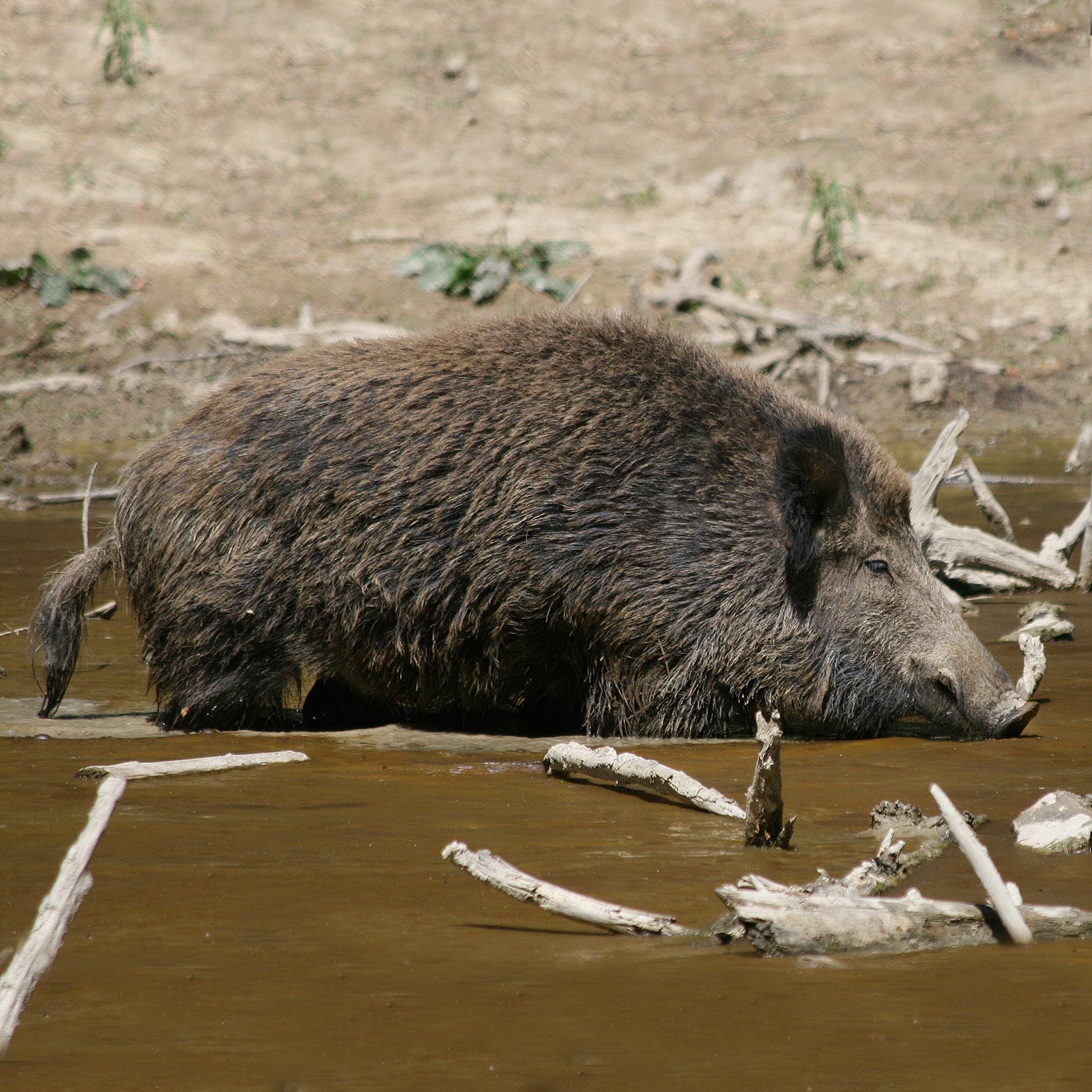
Wildschwein
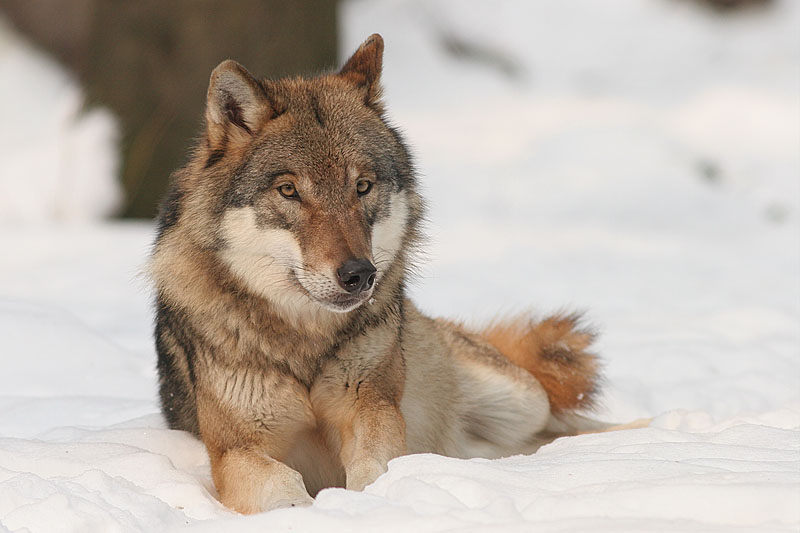
Wolf

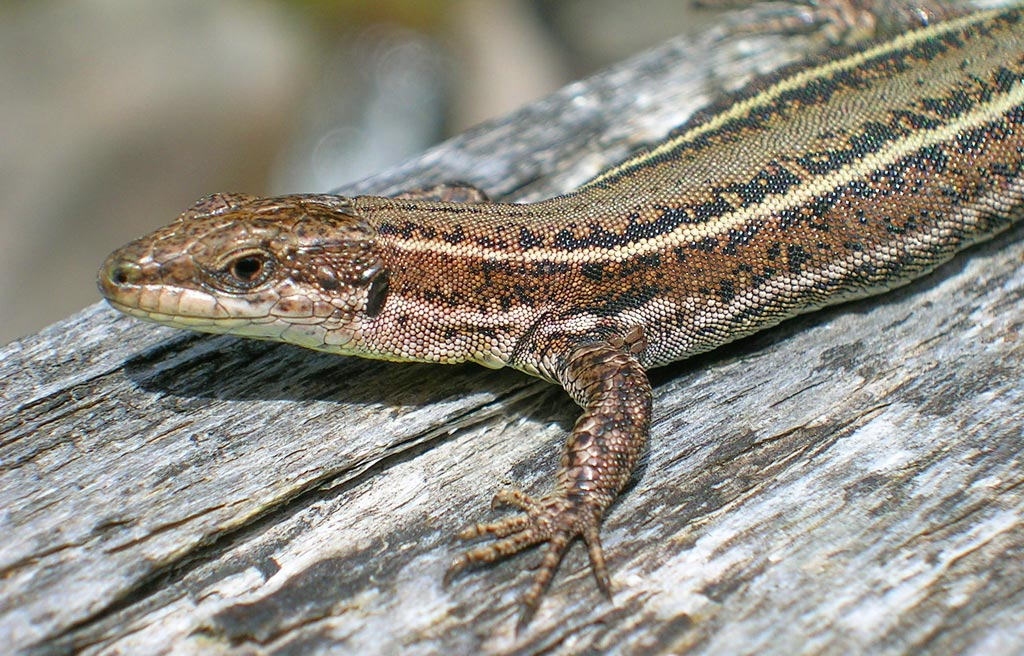
Eidechse
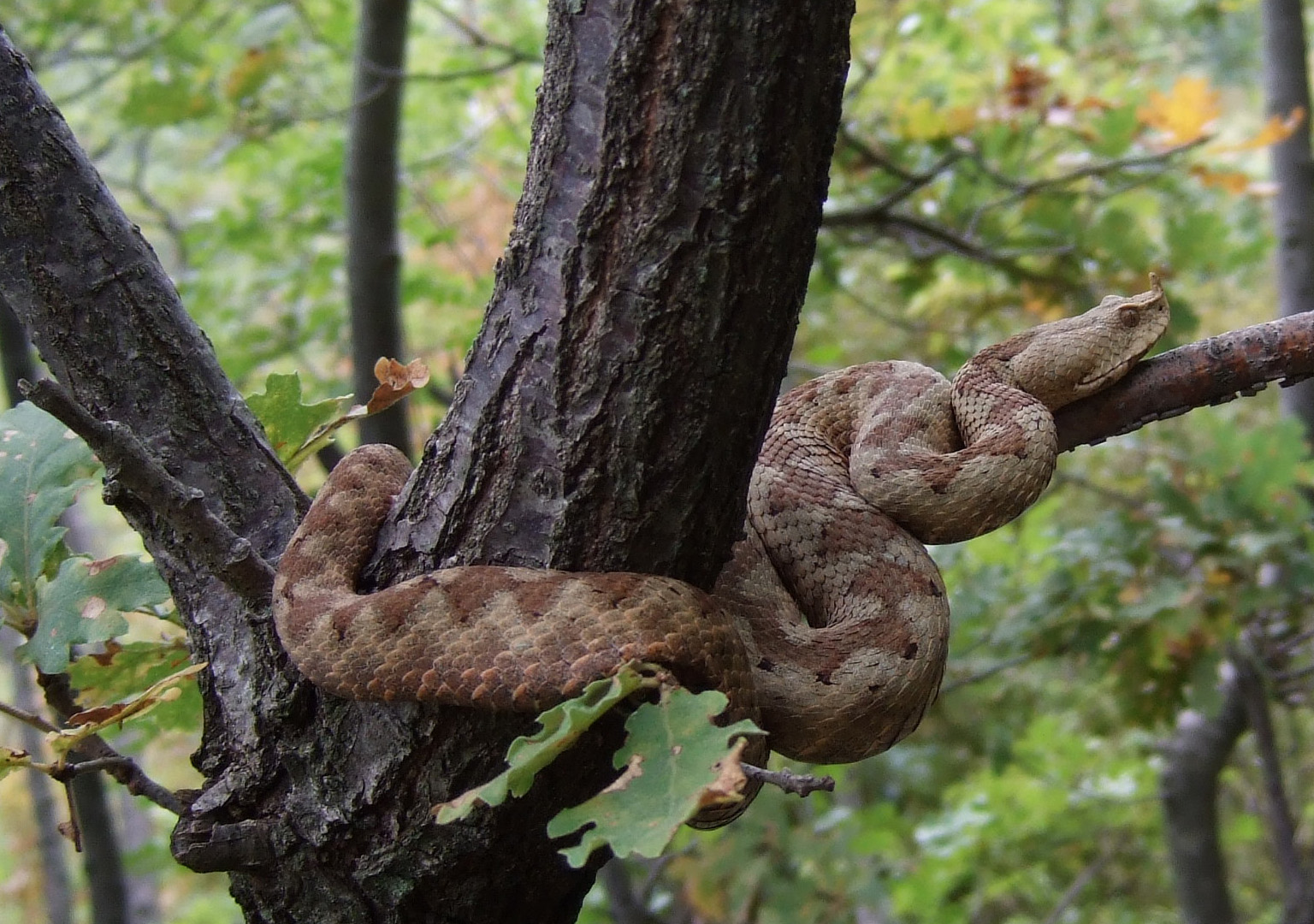
Hornotter

Das Poiana-Ruscă-Gebirge beherbergt eine reiche Fauna, die je nach Vegetations- und Höhenzone unterschiedlich sein kann.
Raubtiere:
- Braunbär (Ursus arctos)
- Wildschwein (Sus scrofa)
- Eurasischer Luchs (Lynx lynx)
- Wolf (Canis lupus)
- Rotfuchs (Vulpes vulpes)

Pflanzenfresser:
- Reh (Capreolus capreolus)
- Rothirsch (Cervus elaphus)

Nagetiere:
- Hasen (Leporidae)
- Eichhörnchen (Sciurus vulgaris)

Reptilien:
- Echte Eidechsen (Lacertidae)
- Salamander

Schlangen:
- Kreuzotter (Vipera berus)
- Europäische Hornotter  (Vipera ammodytes)

Fische:
- Bachforelle (Salmo trutta fario)
- Europäische Äsche (Thymallus thymallus)
- Döbel (Leuciscus cephalus)